# Is the Is Are
Is the Is Are es el segundo álbum de estudio de la banda estadounidense DIIV, publicado el 5 de febrero de 2016 a través de Captured Tracks. Fue nuevamente producido por Zachary Cole Smith en solitario, el álbum contiene las canciones «Dopamine», «Bent (Roi's Song)» y una colaboración con su pareja en ese entonces, Sky Ferreira.
En medio de las grabaciones, el baterista Colby Hewitt abandonó la banda por sus múltiples adicciones de droga, siendo reemplazado por Ben Newman, quién formó parte del tour europeo y posteriores canciones.

## Contexto
Durante los conciertos promocionales de Oshin, estuvieron presentando nuevas canciones, como «Dust» y «Loose End». Una gira europea fue cancelada por Cole Smith, aludiendo a degaste físico y su idea de priorizar las grabaciones de nuevo material, esta vez junto a Chet 'JR' White del grupo Girls. Esas grabaciones iniciales no fueron fructíferas, comentando que tenía unas ideas glorificadas de San Francisco y su cultura de drogas, pensando que una vez estando allí, iba a tener una renovada fuente de inspiración.
Su situación personal también tuvo un punto más bajo, cuando fue detenido meses después junto a su pareja en ese entonces, Sky Ferreira, por tener heroína y éxtasis en su automóvil. El escrutinio público que recibió Ferreira y su banda por defecto, fueron una de las inspiraciones al momento de componer nuevo material, decidiendo ir a rehabilitación. En esa estadía, pudo componer «Dopamine» en enero de 2014. Uno de los planes iniciales era publicar el álbum a finales de 2014 o inicios de 2015.

## Composición
Un año después de publicar Oshin, Cole Smith expresaba algunas inspiraciones musicales para un nuevo material como Elliott Smith y Royal Trux. En una entrevista en julio de 2014, Smith expresaba que había escrito más de 150 canciones desde la publicación del álbum. Una vez publicado el álbum, destaca a Bad Moon Rising de Sonic Youth como el punto de referencia en cuanto a nivel sonoro, pero en composición hay un aspecto emocional más cercano a The Cure y The Smashing Pumpkins. Al hablar sobre un concepto para el álbum, Cole Smith enfatiza que hay más letras que tratan sobre «la falta de comunicación» o «malentendidos», esto debido a la negativa percepción pública que había recibido.
La canción homónima fue la última escrita para el álbum, inspirado en su cover de «Hallogallo» de Neu! para un episodio de Noisey, en mayo de 2015. Sobre la elección del título Is the Is Are, Cole Smith originalmente estuvo buscando mayor creatividad, en que el título refleje el arte de la carátula, inspirado en la poesía concreta. Los artistas elegidos fueron Joji Nakamura, Hyto y el francés Frederick Deming, del cual sus poemas dispersos quedaron en la versión final.

## Lista de canciones
Todas las canciones escritas y compuestas por Zachary Cole Smith. 
| N.º      | Título                                         | Duración |  |
| 1.       | «Out of Mind»                                  | 3:08     |  |
| 2.       | «Under the Sun»                                | 3:47     |  |
| 3.       | «Bent (Roi's Song)»                            | 5:40     |  |
| 4.       | «Dopamine»                                     | 3:55     |  |
| 5.       | «Blue Boredom (Sky's Song)» (con Sky Ferreira) | 2:33     |  |
| 6.       | «Valentine»                                    | 3:17     |  |
| 7.       | «Yr Not Far»                                   | 3:19     |  |
| 8.       | «Take Your Time»                               | 4:58     |  |
| 9.       | «Is the Is Are»                                | 3:08     |  |
| 10.      | «Mire (Grant's Song)»                          | 5:34     |  |
| 11.      | «Incarnate Devil»                              | 4:42     |  |
| 12.      | «(Fuck)»                                       | 0:16     |  |
| 13.      | «Healthy Moon»                                 | 4:11     |  |
| 14.      | «Loose Ends»                                   | 3:12     |  |
| 15.      | «(Napa)»                                       | 1:44     |  |
| 16.      | «Dust»                                         | 4:34     |  |
| 17.      | «Waste of Breath»                              | 5:22     |  |
| 01:03:20 |                                                |          |  |

## Posicionamiento en listas
| Listas (2016)                    | Mejor posición |
| -------------------------------- | -------------- |
| Bélgica (Ultratop Flandes)       | 86             |
| Bélgica (Ultratop Wallonia)      | 99             |
| Estados Unidos (Billboard 200)   | 81             |
| Países Bajos (Album Top 100)     | 92             |
| Reino Unido (Independent Albums) | 12             |
| Suiza (Schweizer Hitparade)      | 83             |